# MIC-A-HOLIC A.I.
『MIC-A-HOLIC A.I.』(マイク・ア・ホリック・エーアイ)は、2005年7月6日に発売されたAIの4枚目のオリジナルアルバムである。全15曲入り。

## 概要
- 前作『2004 A.I.』がゴールドディスクに認定された後、わずか1年のインターバルでリリースされたアルバム。
- タイトルを直訳すると、『マイク中毒』。
- 先行シングルのうち、『Crayon Beats』のみ未収録となっている。なお、2曲目の『Summer Breeze』は収録されている。
- 先行シングル『Story』のヒットにより、初動売上、累計ともこれまでの記録を大幅に上回るセールスを記録。
- これまでに無かったラテンテイストの楽曲や、ゴスペル音楽にも取り組んでいる。
- 初回盤はスリーブパッケージとなっている。

## 収録曲
1. If
「明日がもし来なければあなたはどうする？」と問い掛ける楽曲。
2. 365 feat. DELI
先行シングル。『MIC-A-HOLIC A.I. JAPAN TOUR』では本編の最後に演奏された｡毎日、何事も諦めずに頑張っていこうというメッセージを込めた曲。
3. Another Day
ゴスペルソング。明日への感謝を込めた曲。
4. Once In A Lifetime
「一度きりの人生、チャンスを逃すな」というメッセージソング。本アルバムで唯一、ラップを披露している。
bjリーグ・仙台89ERS 2005-06シーズンサポートソング。
5. QUEEN
「人間は見た目ではなく内面。一人一人がオリジナルなもの」という楽曲。先行シングル『365 Faat.DELI』の2曲目に収録されている。
6. just listen -interlude-
前曲のメッセージが強すぎるためクールダウンさせるインタールード。
7. Party
タイトル通りのパーティーチューン。
8. Sha La La
このアルバムでは数少ないラブソング。
9. airport　-Interlude-
次曲へのインタールード。空港内のアナウンスはAI本人ではなく、実の妹の声。
10. California
AIの生まれ故郷を書いた歌。
11. Summer Breeze
先行シングル『Crayon Beats』の2曲目であるが、本アルバムではこちらのみが収録されている。
12. PASSION
ラテンテイストを取り入れた情熱的な曲。先行シングル『Story』の2曲目に収録されており、プロデュースも同じく2 SOULが手がけている。
13. Sunshine
「出会い」をテーマにした楽曲。PVも製作された。
14. a poem -interlude-
『Story』への橋渡し的存在で、この曲を書いた意味を英語でいれている。
15. Story
先行シングルとしてロングヒットした楽曲。この楽曲をアルバムのどこに入れるかで悩んだ結果、インタールードを挟み、最後に入れることで落ち着いたとのこと。なお、多くの女声ポップスをカヴァーしたことで有名な徳永英明が「挑戦したが、この曲を歌いこなせなかった」と語っており「メッセージ性の強いこの曲を完璧に歌いこなせるのはAIだけである」と言った趣旨のことを語っていた。